# Flattr
 (août 2019).
Flattr est un système de donation par micropaiements lancé en mars 2010 par Peter Sunde (un des fondateurs de The Pirate Bay) et Linus Olsson. Il ferme en Novembre 2023.
Il est proposé sur certains sites comme Dailymotion, WikiLeaks, Soundcloud, Minecraft ou les pages de validation du World Wide Web Consortium (W3C),.

## Histoire

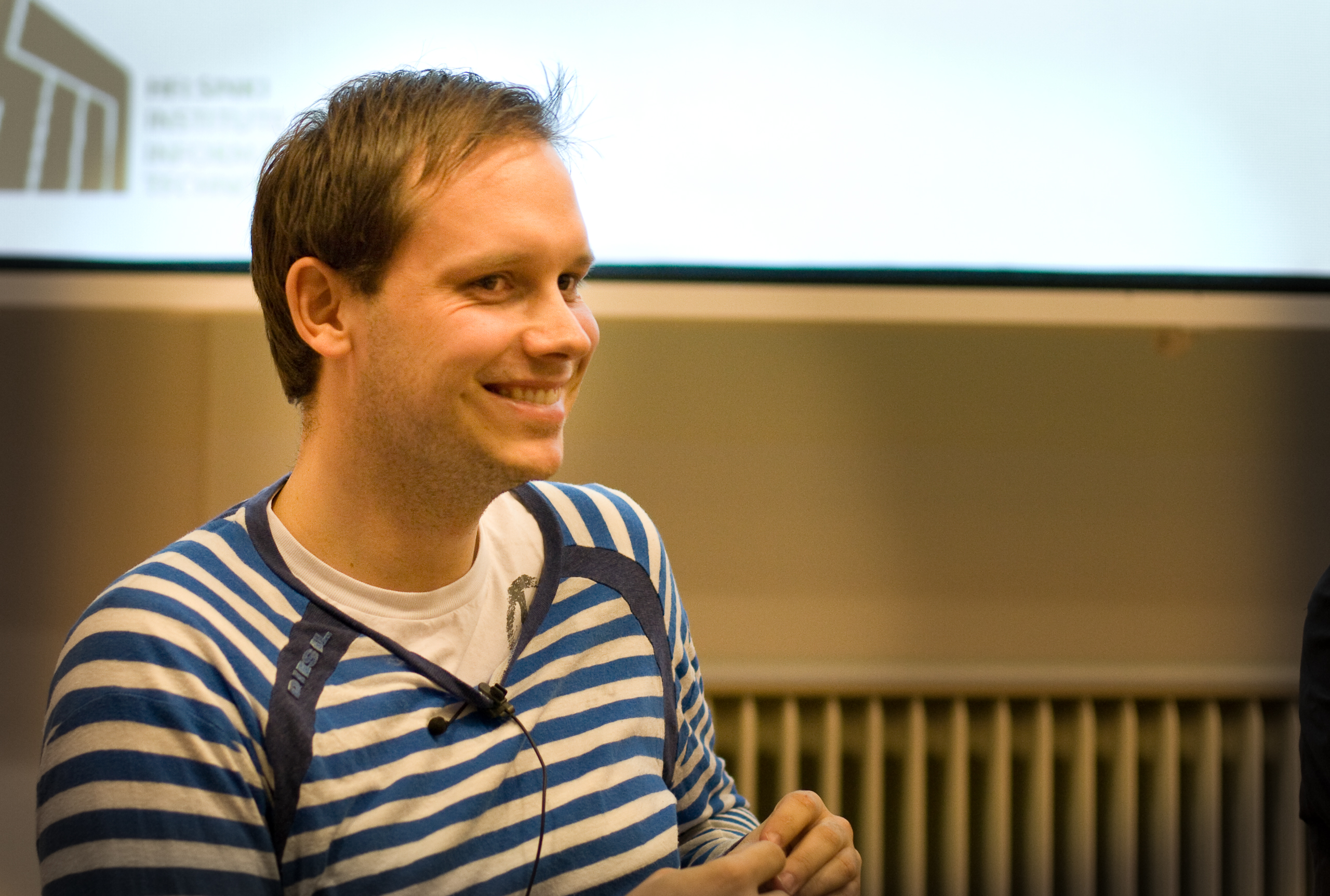
Peter Sunde (fondateur de Flattr)

Flattr a été lancé en mars 2010 sur invitation seulement et a été ouvert au public le 12 août de la même année,.
C'est un projet lancé par Peter Sunde et Linus Olsson. Les utilisateurs de ce service sont en mesure de payer une petite somme tous les mois et de cliquer sur les boutons Flattr disposés sur les sites pour diviser l'argent entre eux. Le mot flattr est utilisé comme un verbe pour indiquer les paiements effectués avec ce service. Ainsi quand un utilisateur clique sur un bouton Flattr, on dit qu'il a flattré la page.
Flattr ponctionne une commission de 10 % sur chaque paiement.
En décembre 2010, Flattr s'est notamment fait remarquer sur le réseau social Twitter. Les utilisateurs du réseau ont signalé que Flattr permettait d'effectuer des dons à WikiLeaks, tandis que Paypal, Visa ou MasterCard avaient précédemment suspendu les paiements vers ce site.
Le 28 avril 2011, Flattr annonce par courriel, qu’à partir du 1er mai, il ne sera plus obligatoire d’avoir flattré quelqu'un pour l'être à son tour.
Flattr est retenu parmi la sélection des dix lauréats Netexplo 2011 de l'innovation présentés à l'UNESCO.

## Principe

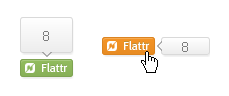
Boutons Flattr

Les utilisateurs sont en mesure de payer une petite somme mensuelle (minimum 2 euros), puis de répartir l'argent vers les différents sites participants choisis. Peter Sunde a déclaré que « l'argent que vous payez chaque mois sera réparti de manière égale en fonction des boutons sur lesquels vous cliquez pendant ce mois. Nous voulons encourager les gens à partager l'argent ainsi que du contenu ».

## Flattr Plus
Le 3 mai 2016, Flattr et Eyeo, l'éditeur d'Adblock Plus, lancent Flattr Plus. Comme avec Flattr, l'internaute se fixe un budget mensuel, mais ensuite, c'est un « algorithme intelligent » qui se charge de répartir le « bon montant aux bons sites », c'est-à-dire ceux avec lesquels l'internaute « s'engage » le plus (nombre de clics, partages sur les réseaux sociaux et temps passé sur la page, par exemple). Les éditeurs de contenus, qui n'ont pas été associés, doivent s'inscrire gratuitement pour recevoir leur argent,.